# Пулатов, Абдурахим Каюмович
Абдурахим Каюмович Пулатов, известный как Абдурахим Пулат — узбекистанский государственный и научный деятель, учёный-кибернетик и физик, диссидент и оппозиционер. Известен как один из основателей оппозиционной партии «Бирлик» и её действующий лидер.

## Биография
Родился в 1945 году в Ташкентской области Узбекистана, окончил среднюю школу в 1962 году. Сразу после окончания школы поступил в Московский энергетический институт, который окончил в 1968 году и поступил в аспирантуру вычислительного центра Академии наук СССР, защитив в 1973 году кандидатскую диссертацию.
С 1973 года по 1991 год работал в институте кибернетики Академии наук Узбекистана, пройдя путь от младшего научного сотрудника, до заведующего лабораторией. В 1980 году вступил в КПСС. В 1984 году защитил докторскую диссертацию по проблемам робототехники и создания искусственного интеллекта.

### Политическая карьера
После начала выборных кампаний, начал свою избирательную кампанию. С весны 1988 года начал участвовать экспертом в составе комитета по спасению высыхающего Аральского моря, а в ноябре 1988 года вошёл в состав инициативной группы по созданию политического движения «Бирлик». 28 мая 1989 года состоялась учредительная конференция движения, где Абдурахим Пулатов был избран председателем народного движения «Бирлик». Вышел из КПСС. В мае 1990 года стал одним из сопредседателей движения. В июне 1990 года по его инициативе была образована партия «Бирлик», председателем которой был избран Абдурахим Пулатов.
Стал народным депутатом в Верховном Совете Узбекистана последнего созыва от «Бирлика». В мае 1992 года Абдурахим Пулатов был переизбран председателем «Бирлика», но не единогласным решением голосовавших. К тому моменту на него усиливалось давление со стороны властей. Власти пытались отстранить Пулатова от руководства партии, намекая, что в случае его ухода давления и репрессии против движения прекратятся. В конце июня 1992 года на Абдурахима Пулатова и одного из активистов «Бирлика» было совершено покушение. В результате Пулатов оказался в реанимации. После этого он начал передвигаться с телохранителями. Впоследствии в 1992 году он был вынужден покинуть Узбекистан и уехал сначала жить в Азербайджан, где у власти находился Абульфаз Эльчибей, а оттуда в Турцию, в Стамбул, где проживал в течение шести лет. В 1996 году вместе с Шухратом Мирсаидовым и Мухаммадом Салихом подписал декларацию о создании координационного совета узбекской оппозиции, который так и не был реализован в жизнь из-за возникших позднее разногласий среди узбекской оппозиции. Из-за непрекращающихся давлений на Турцию со стороны Узбекистана, в 1998 году Абдурахим Пулатов уехал в США и получил там политическое убежище. С тех пор проживал в США. Женат, имел двух детей. Являлся одним из ярых критиков Ислама Каримова, а также существующего в Узбекистане правительства и власти.
Умер 15 апреля 2024 года в США в возрасте 78 лет.